# Ariz (Moimenta da Beira)
Ariz era una freguesia portuguesa del municipio de Moimenta da Beira, distrito de Viseu.

## Historia
Fue suprimida el 28 de enero de 2013, en aplicación de una resolución de la Asamblea de la República portuguesa promulgada el 16 de enero de 2013 al unirse con las freguesias de Aldeia de Nacomba y Pêra Velha, formando la nueva freguesia de Pêra Velha, Aldeia de Nacomba e Ariz.